# Параболическая траектория

Синим цветом изображена гиперболическая траектория, зелёным цветом — параболическая, красным цветом — эллиптическая, серым цветом — круговая.

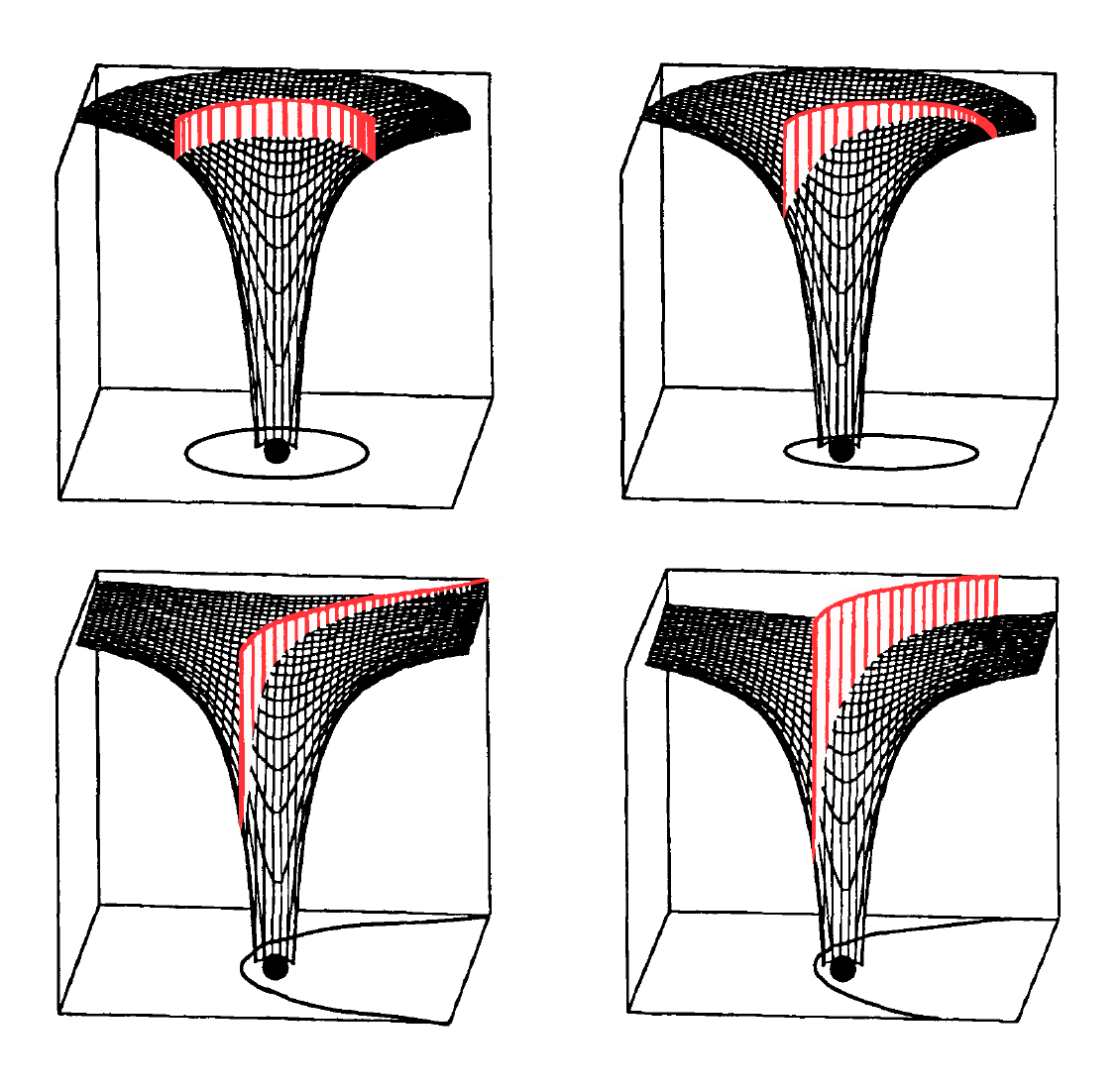
Параболическая траектория изображена в нижнем левом углу. Чёрным цветом показан показан гравитационный колодец центральной массы, красным цветом обозначена кинетическая энергия. Высота области кинетической энергии уменьшается с увеличением расстояния от центрального тела согласно законам Кеплера. Высота области кинетической энергии уменьшается и асимптотически стремится к нулю с увеличением расстояния ло бесконечности.

Параболическая траектория — в астродинамике и небесной механике кеплерова орбита, эксцентриситет которой равен 1. Если тело удаляется от притягивающего центра, такая орбита называется орбитой ухода, если приближается — орбитой захвата. Иногда подобную орбиту называют орбитой C3 = 0 (см. Характеристическая энергия).
В рамках стандартных предположений тело, двигающееся по орбите ухода, будет до бесконечности двигаться по параболе, при этом скорость относительно центрального тела будет стремиться к нулю. Таким образом, обращающееся тело не вернётся к центральному. Параболические траектории являются орбитами ухода с минимальной энергией, разделяя гиперболические траектории и эллиптические орбиты.

## Скорость
В рамках стандартных предположений орбитальная скорость ({\displaystyle v\,}) тела, двигающегося по параболической траектории, можно вычислить как
{\displaystyle v={\sqrt {2\mu  \over {r}}},}
где
- {\displaystyle r\,} — расстояние вдоль радиус-вектора от обращающегося тела до центрального,
- {\displaystyle \mu \,} — гравитационный параметр.

В любой точке параболической траектории тело движется со скоростью убегания для данной точки.
Если тело обладает скоростью убегания относительно Земли, то этой скорости не будет достаточно для ухода из Солнечной системы, поэтому, хотя вблизи Земли орбита будет иметь параболический вид, но при большем удалении от Земли орбита превратится в эллиптическую орбиту вокруг Солнца.
Скорость тела  ({\displaystyle v\,})  на параболической орбите связана со скоростью на круговой орбите, радиус которой равен длине радиус-вектора, соединяющего тело на орбите с центральным телом:
{\displaystyle v={\sqrt {2}}\cdot v_{o},}
где {\displaystyle v_{o}\,} — орбитальная скорость тела на круговой орбите.

## Уравнение движения
В рамках стандартных предположений для движущегося по параболической орбите тела уравнение орбиты примет вид
{\displaystyle r={{h^{2}} \over {\mu }}{{1} \over {1+\cos \nu }},}
где
- {\displaystyle r\,} — расстояние между обращающимся телом и центральным,
- {\displaystyle h\,} — угловой момент обращающегося тела в расчёте на единицу массы,
- {\displaystyle \nu \,} — истинная аномалия обращающегося тела,
- {\displaystyle \mu \,} — гравитационный параметр.

## Энергия
Энергия тела на параболической траектории  ({\displaystyle \epsilon \,}), приходящаяся на единицу массы данного тела, равна нулю, поэтому закон сохранения энергии для данной орбиты имеет вид
{\displaystyle \epsilon ={v^{2} \over 2}-{\mu  \over {r}}=0,}
где
- {\displaystyle v\,} — орбитальная скорость обращающегося тела,
- {\displaystyle r\,} — расстояние между обращающимся телом и центральным,
- {\displaystyle \mu \,} — гравитационный параметр.

Данное равенство полностью эквивалентно равенству нулю характеристической энергии:
{\displaystyle C_{3}=0.}

## Уравнение Баркера
Уравнение Баркера связывает время движения с истинной аномалией точки на параболической траектории:
{\displaystyle t-T={\frac {1}{2}}{\sqrt {\frac {p^{3}}{\mu }}}\left(D+{\frac {1}{3}}D^{3}\right),}
где
- {\displaystyle D=\tan(\nu /2)}, {\displaystyle \nu } — истинная аномалия,
- {\displaystyle t} — текущее время в секундах,
- {\displaystyle T} — время прохождения перицентра, выражено в секундах,
- {\displaystyle \mu } — гравитационный параметр,
- {\displaystyle p} — фокальный параметр траектории ({\displaystyle p=h^{2}/\mu }).

В более общем смысле, промежуток времени между двумя положениями тела на орбите можно выразить следующим образом:
{\displaystyle t_{f}-t_{0}={\frac {1}{2}}{\sqrt {\frac {p^{3}}{\mu }}}\left(D_{f}+{\frac {1}{3}}D_{f}^{3}-D_{0}-{\frac {1}{3}}D_{0}^{3}\right).}
По-другому уравнение можно записать в терминах перицентрического расстояния, в случае параболической траектории  rp = p/2:
{\displaystyle t-T={\sqrt {\frac {2r_{p}^{3}}{\mu }}}\left(D+{\frac {1}{3}}D^{3}\right).}
В отличие от уравнения Кеплера, используемого для определения истинной аномалии в случае эллиптической или гиперболической траектории, истинную аномалию в уравнении Баркера можно найти сразу на момент времени t. Если выполнить следующие подстановки:
{\displaystyle A={\frac {3}{2}}{\sqrt {\frac {\mu }{2r_{p}^{3}}}}(t-T),}
{\displaystyle B={\sqrt[{3}]{A+{\sqrt {A^{2}+1}}}},}
то получается выражение для истинной аномалии:
{\displaystyle \nu =2\arctan(B-1/B).}

## Радиальная параболическая траектория
Радиальная параболическая траектория представляет собой непериодическую радиальную траекторию, на которой относительная скорость двух объектов всегда равна скорости убегания. Существуют два случая: тела удаляются друг от друга или приближаются друг к другу.
Зависимость положения от времени имеет довольно простой вид:
{\displaystyle r=(4.5\mu t^{2})^{1/3}\!\,,}
где 
- μ — гравитационный параметр,
- {\displaystyle t=0\!\,} соответствует экстраполированному времени фиктивного старта или окончания движения в центре притягивающего центра.

В любой момент времени средняя скорость с момента  {\displaystyle t=0\!\,} в 1,5 раза превышает текущую скорость.
Для того, чтобы момент  {\displaystyle t=0\!\,} соответствовал касанию обращающимся телом поверхности центрального тела, можно применить сдвиг времени; например, для Земли (и других сферически симметричных тел с той же средней плотностью) в качестве центрального тела нужно применить сдвиг по времени, равный 6 минутам 20 секундам. 